# Rathaus Oslo

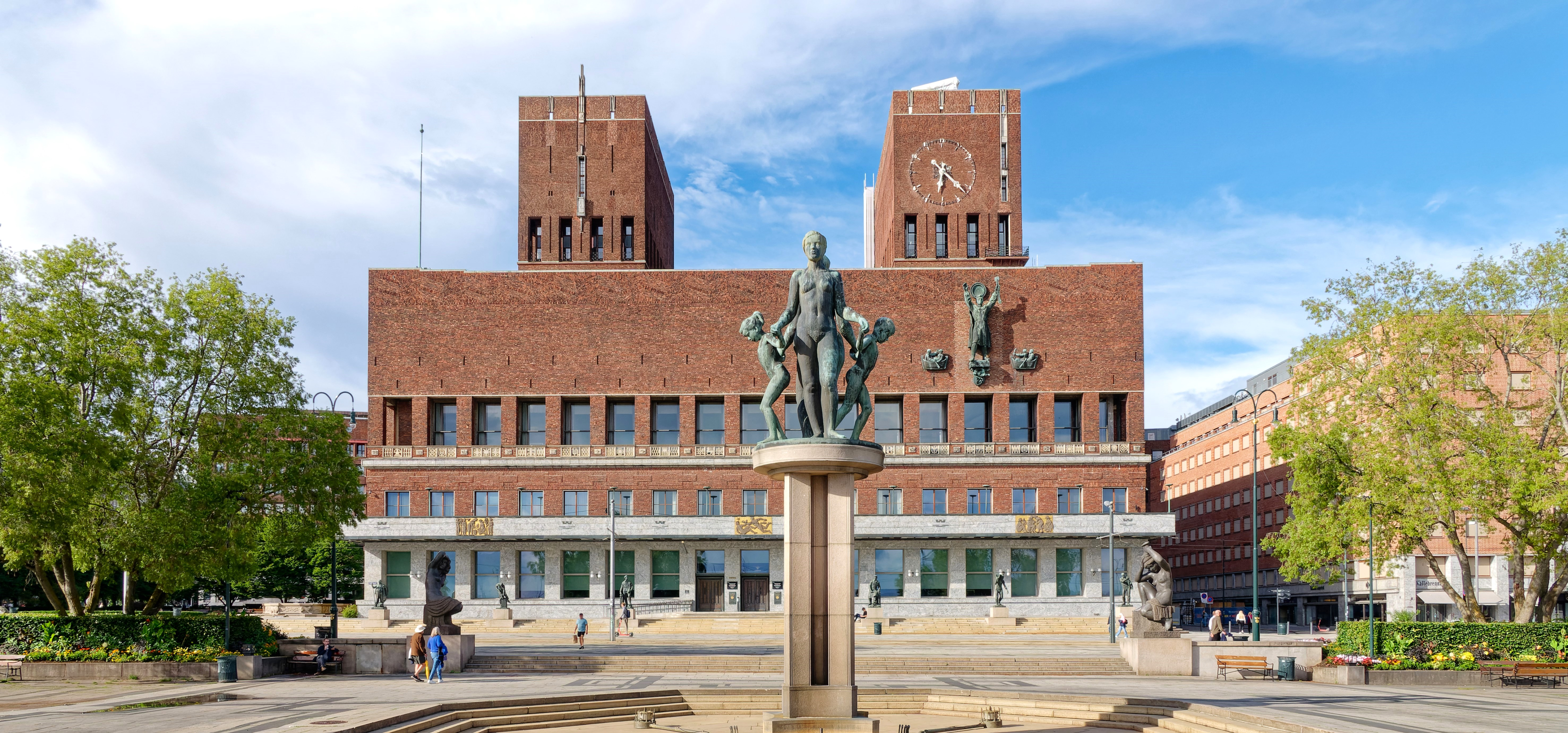
Rathaus von Oslo

Das monumentale Rathaus von Oslo (norwegisch Oslo rådhus) setzt eine architektonische Dominante in der Hauptstadt und hat große historische und symbolische Bedeutung als repräsentatives Wahrzeichen der norwegischen Unabhängigkeit. Weltweit bekannt ist es durch die alljährlich dort stattfindende Verleihung des Friedensnobelpreises.

## Geschichte

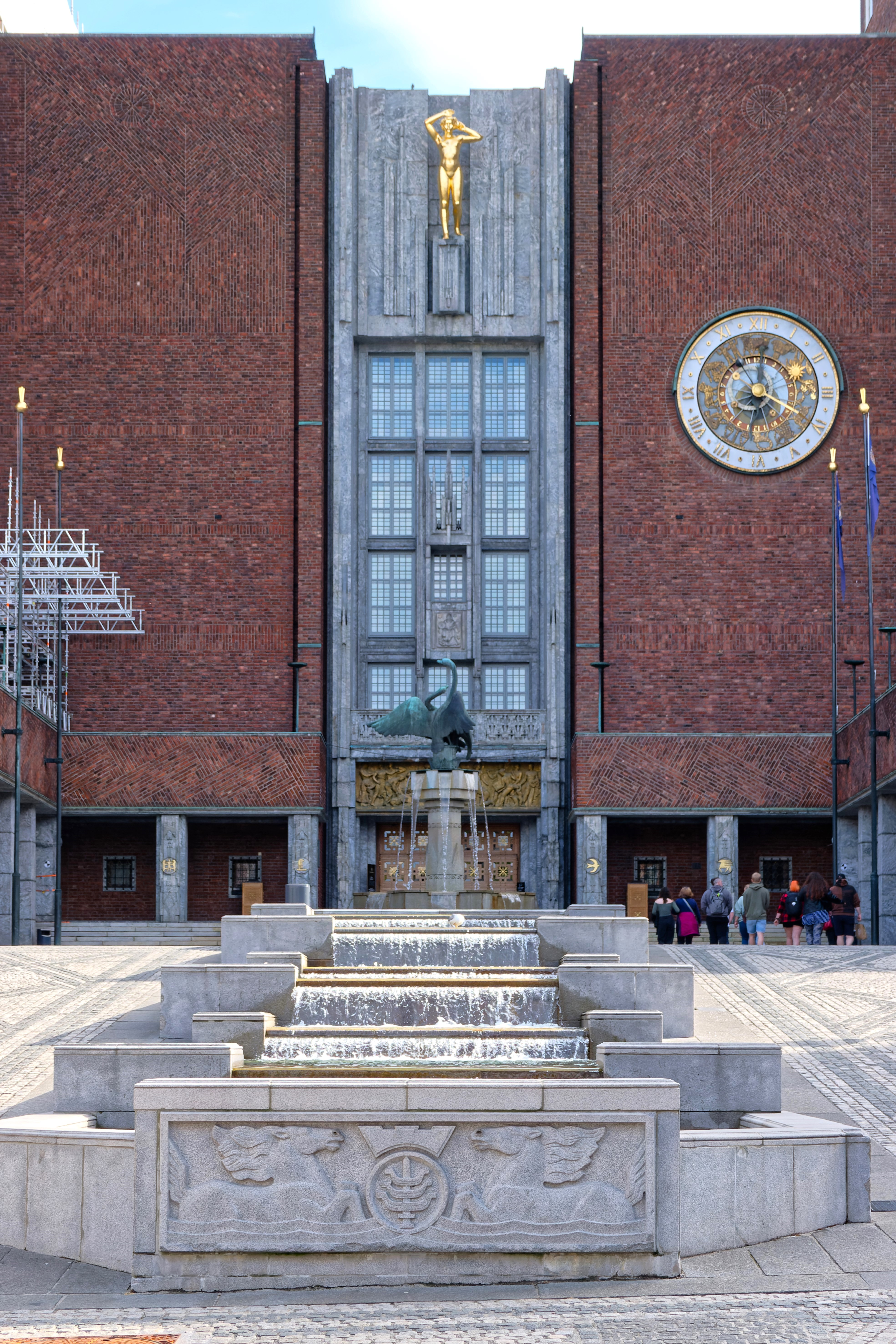
Nordseite mit astronomischer Uhr und Haupteingang des Rathauses

Sofort nach Auflösung der Union mit Schweden durch das norwegische Storting mittels Beschluss vom 7. Juni 1905 wurden Forderungen laut, die neu gewonnene Selbständigkeit durch ein entsprechendes Bauwerk zu feiern. 1914 ergriff der damalige Bürgermeister von Oslo, Hieronymus Heyerdahl, die Initiative zu einer Spendensammlung, die sich als sehr erfolgreich erwies. In der Folge kam es zu einem ersten Architektenwettbewerb, den Arnstein Arneberg und Magnus Poulsson mit einem noch recht historistisch gefärbten Projekt gewannen. Finanzierungsprobleme und der Erste Weltkrieg (in dem Norwegen zwar seine Neutralität wahrte, aber unter dem U-Boot-Krieg zu leiden hatte) verzögerten jedoch das Projekt.
Erst der achte Entwurf der Architekten, jener von 1930, kam letztlich zur Ausführung. Stilistisch versuchte dieser eine Art mittlerer Linie zwischen Nationalromantik, Funktionalismus und dem pathetischen Klassizismus der 1930er Jahre zu finden. Der Grundstein wurde im Herbst 1931 gelegt, die ersten Büros konnten 1939 bezogen werden. Die endgültige Fertigstellung des Gebäudes verzögerte sich jedoch durch den Zweiten Weltkrieg. Die offizielle Einweihung fand am 15. Mai 1950 durch Bürgermeister Halvdan Eyvind Stokke statt. Im Rahmen des groß angelegten Bebauungsplans wurde ein ärmliches Stadtviertel, genannt Pipervika, geschleift und der Blick auf den Oslofjord geöffnet.
Der Wettbewerb zur künstlerischen Innenausstattung wurde 1936 ausgeschrieben. Geschichte, Kunst und Kultur Norwegens sollten hier dargestellt werden, im Zentrum sollte „das Volk“ stehen. Sämtliche Materialien hatten norwegischer Herkunft zu sein.

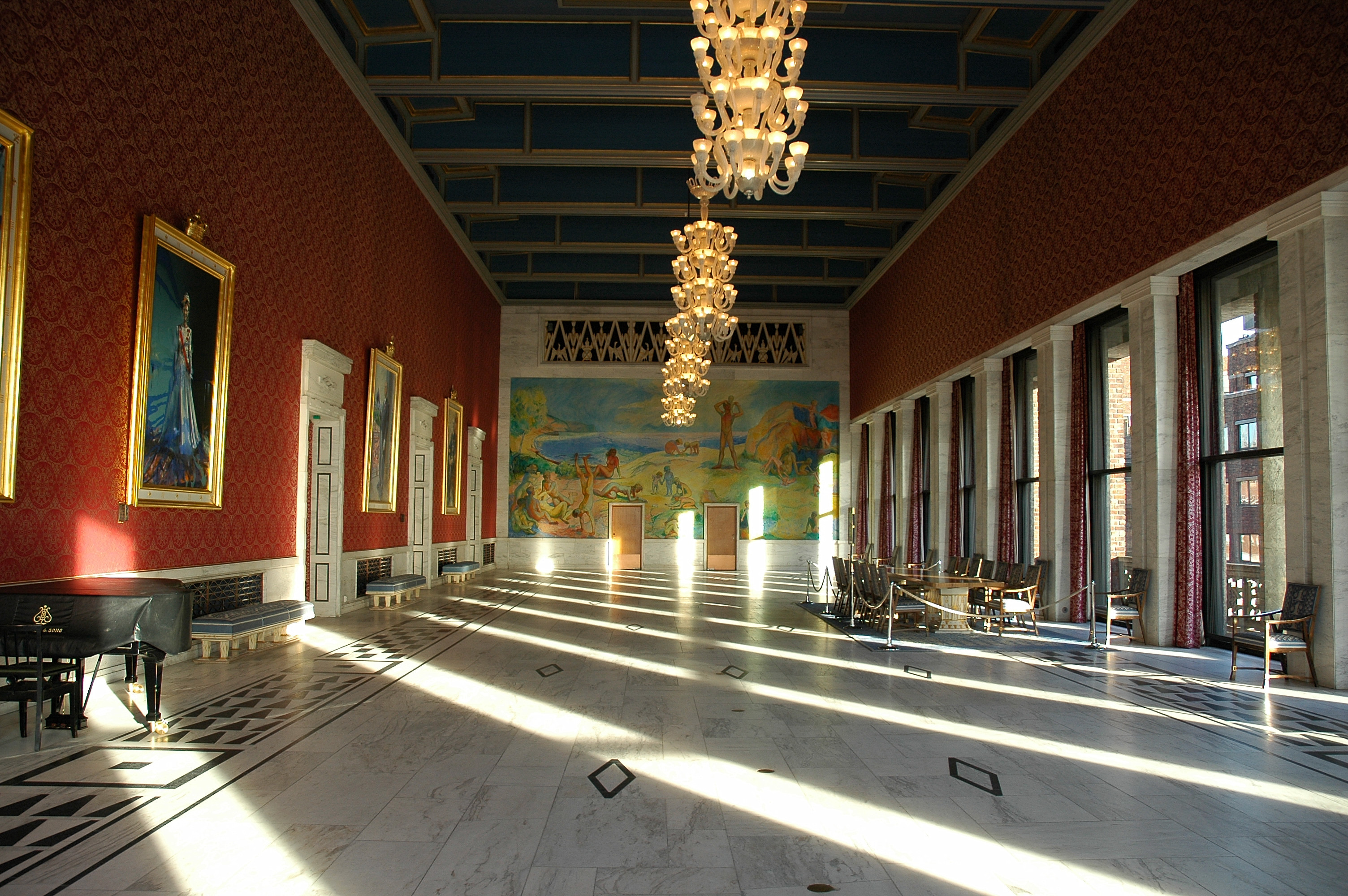
Bankettsaal im Rathaus

Norwegen wurde allerdings durch den deutschen Überfall vom April 1940 in den Zweiten Weltkrieg hineingezogen. Besetzung, Widerstand und Kollaboration finden daher im Freskenschmuck des Baus ihren Widerhall, speziell im Fresko von Alf Rolfsen an der Ostwand des großen Rathaussaals. Aber auch andere Konflikte fanden hier ihre symbolische Darstellung und versuchte Versöhnung. Karl Högberg schuf etwa mit Mitteln der Osloer Börse ein Fresko über „Handel und Gewerbe“, Reidar Aulie (nach Protesten der Linken) durfte daraufhin in sehr ähnlichem Stil eine Art Pendant über die Arbeiterbewegung gestalten.
Die Festgalerie wurde von Axel Revold, der Bankettsaal von Willi Midelfart gestaltet. Für den „Munchraum“ wurde das Gemälde Leben von Edvard Munch angeschafft.
Das große Wandgemälde in der Haupthalle mit dem Titel „Arbeit, Administration, Fest“ schuf Henrik Sørensen (1882 bis 1962).
Das Osloer Rathaus stellt sich so als Werk einer großen nationalen Ambition dar, aber auch als komplexes Dokument der politischen und künstlerischen Tendenzen der ersten Hälfte des 20. Jahrhunderts.

## Gebäude
Das Rathaus besteht aus einem zentralen Bau, in dem sich das Stadtparlament und die Festräume befinden, und zwei Türmen mit Büroräumen für etwa 450 Angestellte der Stadtverwaltung. Der Ostturm ist 66, der Westturm 63 Meter hoch. Die Grundfläche des Gebäudes beträgt 4.560 m², die gesamte Nutzfläche etwa 38.000 m². Die zentrale Halle hat eine Fläche von 1.500 m² und ist 20,8 m hoch.
Im Jahre 2000 wurde das Glockenspiel erweitert. Es besteht heute aus 49 Bronzeglocken unterschiedlicher Größe, die zwischen 4 und 14 kg wiegen.
Auf der Nordseite des Rathauses liegt der Fridtjof Nansens plass, auf der Südseite der Rådhusplassen.

## Veranstaltungen
In der Haupthalle des Rathauses von Oslo findet alljährlich am 10. Dezember, dem Todestag von Alfred Nobel, die feierliche Verleihung des Friedensnobelpreises statt.
Daneben finden jährlich etwa 400 Empfänge und Festveranstaltungen statt. Standesamtliche Trauungen werden seit 1994 nicht mehr im Rathaus, sondern im Tinghus durchgeführt.
Führungen im Rathaus finden im Sommer täglich statt.